# Luke, Crystal Gazer

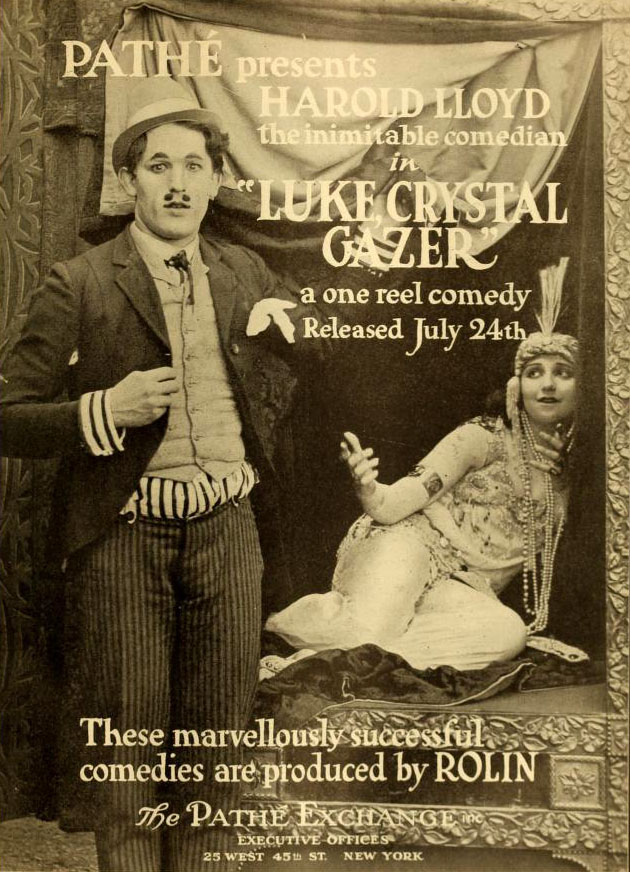
Affiche du film.

Luke, Crystal Gazer est un film américain réalisé par Hal Roach et sorti en 1916 et mettant en scène Harold Lloyd.

## Synopsis
Luke se retrouve dans la maison d'un spiritualiste et se substitue à une jolie fille, qui est cachée derrière le rideau. Découvert par un ami, Luke se retrouve extirpé de là.

## Fiche technique
- Réalisation : Hal Roach[2]
- Producteur :  Hal Roach
- Distributeur : Pathé Exchange
- Durée : 1 bobine[3]
- Date de sortie : 24 juillet 1916

## Distribution
- Harold Lloyd : Lonesome Luke
- Snub Pollard
- Bebe Daniels
- Charles Stevenson
- Billy Fay
- Fred C. Newmeyer
- A.H. Frahlich
- Sammy Brooks
- Eva Thatcher
- Rose Mendel
- Ben Corday
- Dee Lampton
- C.A. Self
- L.A. Gregor
- Ray Wyatt : Spikeman, C.
- Minna Browne
- Lionel Comport
- Harry Todd
- Bud Jamison
- May Cloy